# Anton Witthoff
Anton Wilhelm Witthoff (* um 1800 in Aachen, Département de la Roer; † 14. Juni 1866 in Koblenz, Rheinprovinz) war ein deutscher Maler und preußischer Ingenieuroffizier.

## Leben

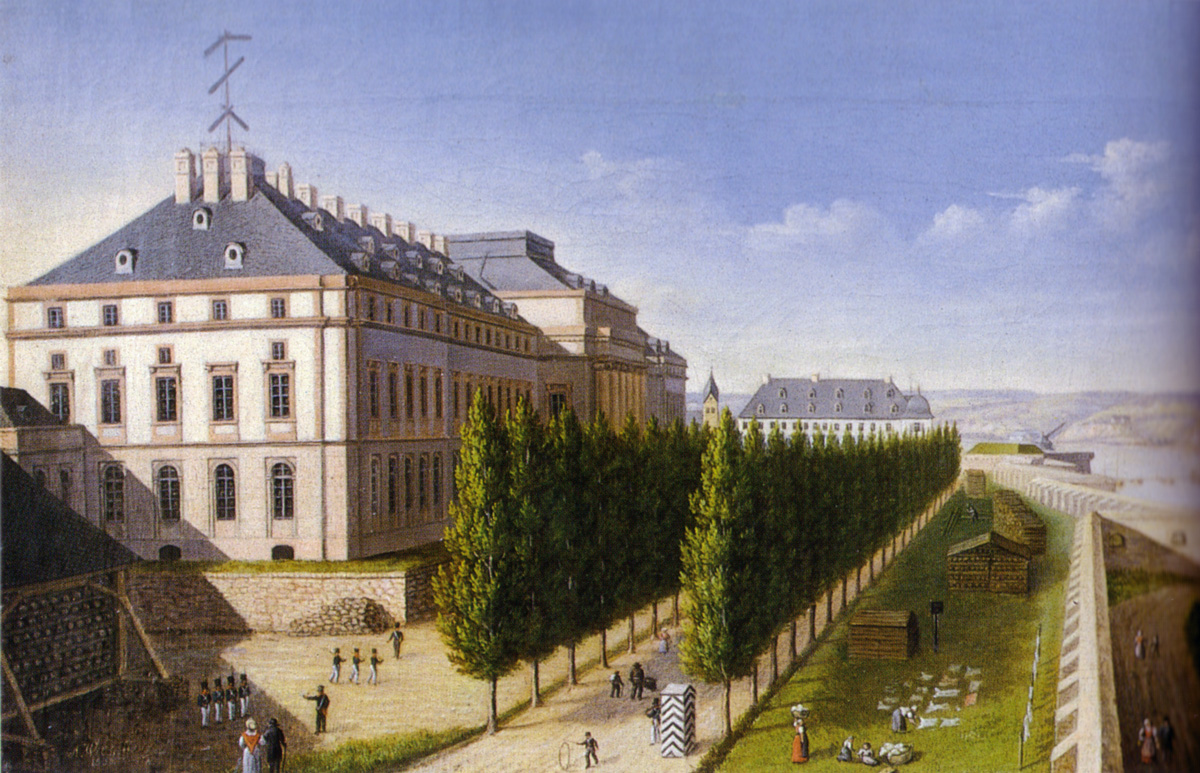
Ausschnitt aus dem Gemälde Koblenz und Ehrenbreitstein vom Rheinufer aus gesehen, 1836, mit der Darstellung eines preußischen optischen Telegrafen auf dem Dach des Kurfürstlichen Schlosses Koblenz

Von der künstlerischen Ausbildung Witthoffs ist nichts bekannt, jedoch dürfte das Zeichnen von Architektur und Landschaft zu seiner Ausbildung als Ingenieur gehört haben. 1823 wurde er als Seconde-Lieutenant von der 3. preußischen Ingenieur-Inspektion zur Artillerie- und Ingenieurschule zu Berlin kommandiert. Im Laufe seiner weiteren Militärkarriere wechselte er innerhalb der 3. Ingenieur-Inspektion von der 4. in die 8. Pionierabteilung. 1830/1831 war er in Mainz stationiert, von 1832 bis 1834 wieder in Koblenz. 1836 wurde er Premier-Lieutenant in der 7. Pionierabteilung in Köln. Als solcher war er neben dem Garnisonsbaudirektor Hauptmann Heinrich von Mühlbach dem General Theodor von Below beigeordnet, um bauliche Voruntersuchungen an mehreren rheinischen Schlössern zwecks etwaiger Einrichtung einer Kadettenanstalt durchzuführen. 1844 war er als Hauptmann der 8. Pionierabteilung erneut in Koblenz stationiert. 1849 erfolgte seine Beförderung zum Hauptmann 1. Klasse. 1850 wurde er als „Fortifikationsoffizier von Ehrenbreitstein“ erwähnt. Zuletzt Hauptmann der 3. Ingenieur-Inspektion, entließ ihn die Preußische Armee am 31. Dezember 1850 als Major a. D. mit Ingenieuruniform. Seinen Ruhestand verlebte er mit Pensionsbezügen in Koblenz.
In und um Koblenz zeichnete und malte Witthoff als Dilettant verschiedene Ansichten. Sein Panorama der Stadt und Veste Ehrenbreitstein wurde von Rudolf Bodmer gestochen.